# اسب‌دال

نگاره‌ای از یک هیپوگریف

هیپوگریف یا اسب‌دال موجودی است افسانه‌ای که نیمهٔ جلویی بدنش از بال‌ها، پنجه‌ها و سر شیردال تشکیل یافته و پاها و بخش عقبی بدنش نیم‌تنهٔ یک اسب است. خالق این موجود را لودوویکو آریوستو، شاعر ایتالیایی دانسته‌اند که از آن در اثر خود به‌نام اورلاندو فوریوسو یا اورلاندوی دیوانه نام برده است. او هیپوگریف را بر پایهٔ یک ضرب‌المثل دربارهٔ پیوند نژاد گریفین با اسب که اشاره به عملی ناممکن یا نامتجانس دارد خلق نمود.
در داستان‌های هری پاتر نیز به هیپوگریف اشاره شده‌است که معروفترین آنها، باک‌بیک یا کج‌منقار، حیوان خانگی هاگرید است.